# Stevenson (Washington)
Pour les articles homonymes, voir Stevenson.
Stevenson est une ville américaine, siège du comté de Skamania dans l'État de Washington. La population de la ville s'élevait en 2000 à 1 200 habitants.

## Géographie
Stevenson est située dans le sud de l'État de Washington à environ 200 kilomètres au sud de Seattle sur la frontière entre l'État de Washington et l'Oregon, sur les rives du fleuve Columbia.

## Histoire
Stevenson a été officiellement incorporée le 16 décembre 1907.

## Activités économiques
Stevenson se situe dans les gorges du fleuve Columbia. La planche à voile, le kiteboard, l'escalade, la chasse et la pêche sont des activités touristiques pratiquées dans la région.